# Rəşad Kərimov
Rəşad Kərimov (2 aprile 1986) è un ex calciatore azero, di ruolo centrocampista.

## Carriera

### Club
Ha sempre giocato nella massima serie del campionato azero, con varie squadre.

### Nazionale
Ha esordito con la Nazionale azera nel 2007, sua unica presenza.